# 梁州 (古代)
梁州，是古代的一個行政區劃。

## 沿革
- 梁州 (曹魏)，曹魏元帝景元四年（263年），魏灭蜀汉，旋分蜀汉故地为益、梁二州，各领八郡。梁州初治沔阳县（今陕西勉县东旧州铺）。
- 西晋太康三年（282年）移治南郑县（今陕西汉中东）。辖境相当今陕西省留坝、佛坪等县以南，西乡、镇巴及重庆市巫溪、奉节、忠县、酉阳等县以西，四川省青川、江油、中江、遂宁，重庆市璧山、永川等区以东，及贵州省桐梓、道真、正安等县地。其后屡有迁徙，先后治西城县（今陕西安康市西北汉水北岸）、苞中县（今陕西汉中市西北大钟寺）、城固县（今陕西城固县东八里）等。
- 南朝宋元嘉十一年（434年）仍还治南郑县。
- 隋朝大业三年（607年）废。
- 唐武德元年（618年）复置，辖境相当今陕西省汉中、城固、南郑、勉县等市县及宁强县北部地区。天宝元年（742年）改置汉中郡，乾元元年（758年）复为梁州，兴元元年（784年）改置兴元府。
- 梁州 (东魏)，东魏天平初置，治大梁城（今河南开封市）。辖境约相当今河南省开封市和太康、杞县、尉氏、兰考、封丘等县地。北周宣帝改为汴州。